# Гробен, Франсуаза
Франсуаза Гробен (нем. Françoise Groben; 4 декабря 1965, Люксембург — 28 мая 2011) — люксембургская виолончелистка, музыкальный педагог. Лауреат второй премии Международного конкурса имени П. И. Чайковского (1990).

## Биография
Франсуаза Гробен родилась 4 декабря 1965 года в Люксембурге. В возрасте пяти лет в своём родном городе начала учиться играть на виолончели. Позже прошла обучение в классе Бориса Пергаменщикова в Кельнском музыкальном университете, который успешно окончила с итоговым концертным экзаменом.
Принимала участие в мастер-классах Даниила Шафрана в Москве и Уильяма Плита в Лондоне. Очень рано стала гастролировать с концертами. В 1974 году стала соучредителем ансамбля Les Musiciens. В возрасте 15 лет была выбрана в Молодежный оркестр Европейского сообщества, играла под руководством Клаудио Аббадо, Даниэля Баренбойма, Герберта фон Караяна и Георга Шолти. В 1990 году дебютировала на музыкальном фестивале Шлезвиг-Гольштейн с Симфоническим оркестром Баварского радио под управлением Дмитрия Китаенко. В этом же году Франсуаза стала лауреатом второй премии Международного конкурса имени П. И. Чайковского. Затем последовали выступления во многих странах Западной и Восточной Европы. Её игру слушали зрители во многих известных концертных залах Европы.
С её участием были организованы музыкальные туры в Японии, Китае, США, Австралии, Канаде и Израиле. Франсуаза выступала в качестве солистки Филармонического оркестра Люксембурга. Работала с известными зарубежными оркестрами: Российский государственный оркестр, Санкт-Петербургский филармонический оркестр, оркестр Московского радио и телевидения, Японский филармонический оркестр, Иерусалимский симфонический оркестр, симфонический оркестр Чешского радио, Грузинский камерный оркестр, Цюрихский камерный оркестр и камерный оркестр ECYO. Дирижерами на её выступлениях были: Юрий Аронович, Пьер Цао, Александр Дмитриев, Леопольд Хагер, Даниэль Хардинг, Мстислав Ростропович, Дэвид Шаллон и Евгений Светланов.
Гробен активно принимала участие на различных музыкальных фестивалях: Братиславский фестиваль, Каринтийское лето, Кольмар, Давос, Эхтернах, Грац (Штириарт), Краков, Кухмо, Монпелье, Петербургская музыкальная весна и, по приглашению Мстислава Ростроповича, в Мидем в Каннах.
Она принимала участие в звукозаписи концертов и отдельных композиций на известных звукозаписывающих студиях.
Франсуаза Гробен неоднократно представляла премьеры современных композиторов, в том числе три концерта для виолончели, написанные для нее люксембургскими композиторами Александром Мюлленбахом, Клодом Леннерсом и Марселем Венглером. Ей посвящали произведения и многие зарубежные композиторы: Б. Хилари Танн и Дирк Лётферинг.
С 1997 по 2003 год она была участницей квартета «Zehetmair Quartet», с которым гастролировала с концертной программой. В 2003 году музыканты квартета получили награду «Граммофонная пластинка года».
Совместно с Графом Мурджей и Питером Лаулом она записала все фортепианные трио Брамса для парижского лейбла «Integral Classic». Эта запись была удостоена премии Diapason d’or.
Франсуаза Гробен умерла скоропостижно 28 мая 2011 года.